# Pocitos, Veracruz
Pocitos är en ort i Mexiko.   Den ligger i kommunen Tezonapa och delstaten Veracruz, i den sydöstra delen av landet, 260 km öster om huvudstaden Mexico City. Pocitos ligger 375 meter över havet och antalet invånare är 652.
Terrängen runt Pocitos är kuperad åt sydväst, men åt nordost är den platt. Runt Pocitos är det ganska tätbefolkat, med 100 invånare per kvadratkilometer. Närmaste större samhälle är Cuitláhuac, 14,2 km nordost om Pocitos. I omgivningarna runt Pocitos växer i huvudsak städsegrön lövskog.